# Чартер (морское право)
Чартер — договор между судовладельцем и фрахтователем на аренду судна или его части на определенный рейс или срок. В мировой практике минимальный период чартера с целью туризма составляет неделю и длится с вечера первой субботы до утра следующей. Понятие фрахтования судна делится на фрахтования на рейс, рейсовый чартер (договор перевозки груза), или фрахтования на время (тайм-чартер) — который в свою очередь является договором имущественного найма судна.
В соответствии со статьей 787 Гражданского кодекса РФ, по договору фрахтования (чартер) одна сторона (фрахтовщик) обязуется предоставить другой стороне (фрахтователю) за плату всю или часть вместимости одного или нескольких транспортных средств на один или несколько рейсов для перевозки груза, пассажиров и багажа.
Существует международная организация, следящая за выполнением стандартов и этики чартерной индустрии. Полное название организации - Средиземноморская Ассоциация Яхтенных Брокеров (Mediterranean Yacht Brokers Association), принятое международное сокращение с английского -   MYBA. Организация существует с 1984 года и объединяет крупнейших морских брокеров по всему миру.

## Форма чартера
Формы чартеров устанавливаются различными транспортными уставами и кодексами.
В настоящее время известно более 400 стандартных форм чартеров (проформ), разработанных под эгидой Английской палаты судоходства и БИМКО.
Существуют проформы чартеров, предназначенные для перевозки угля, кокса, зерна, риса, соли, фруктов, удобрений и др. Перевозки грузов, для которых нет специальных проформ, осуществляются на базе чартера «Дженкон».

### Структура чартера
С точки зрения структуры, все условия чартера делятся на постоянные и переменные. На постоянные условия приходится подавляющая часть всего содержания чартера, они составляют его неизменную сущность. Переменные условия, наоборот, меняются от сделки к сделке.
Обычно все переменные условия чартера, начиная от наименования судовладельца и фрахтователя и заканчивая подписями сторон, выносятся в виде блока клеток на отдельный лист и образуют часть «А» чартера.
Постоянные условия также располагаются на отдельном листе сплошным блоком, образуя часть «Б». Они должным образом связаны с соответствующими переменными условиями части «А»

## Основные условия чартера
Круг условий, содержащихся в чартере очень широк. Можно выделить следующие наиболее важные условия чартера:
| Субститут                   | (англ. substitute)          | право судовладельца заменить поименованное судно другим; |
| Мореходность                | (англ. Seaworthiness)       | Данное условие означает, что судно должно быть водонепроницаемым, надежным и крепким и во всех отношениях снаряженным для данного рейса; |
| Безопасный порт             | (англ. safe port)           | Данное условие означает, что в тех случаях, когда в чартере не обозначен порт или порты, делается оговорка, что порт должен быть безопасным; |
| Всегда на плаву             | (англ. always afloat)       | Судно ни при каких условиях не должно осуществлять грузовые операции, если под килем нет достаточного запаса воды; |
| Сталийное время             | (англ. laytime)             | время, отводимое на грузовые операции; |
| Демередж                    | (англ. demurrage)           | плата за простой. За простой судна сверх нормы судовладельцу возмещаются затраты на содержание судна во время стоянки; |
| Контрсталийное время        | (англ. detention)           | время, превышающее сталийное время. В случае, если фрахтователь держит судно в простое дольше установленного в чартере срока (обычно это 5-10 суток), на него ложится обязанность возместить судовладельцу не только расходы на содержание судна, но и убытки, которые могут возникнуть из-за возможных задержек. |
| Диспач                      | (англ. dispatch)            | компенсация усилий фрахтователя за окончание погрузки груза до истечения сталийного времени; |
| Канцеллинг                  | (англ. cancelling)          | право фрахтователя расторгнуть договор морской перевозки, если судно не пришло в порт погрузки к определенному сроку. |
| Нотис о готовности судна    | (англ. notice of readiness) | Данное условие означает, что прибыв в назначенный порт, капитан должен заявить о готовности судна к грузовым операциям. |
| Прекращение ответственности | (англ. cesser clause)       | Данная оговорка освобождает фрахтователя от ответственности с того момента, когда судно загружено. |

## Виды чартера
- Рейсовый чартер — договор фрахтования морского судна на фиксированное число рейсов.
- Слот-чартер — аренда контейнерной ячейки (секции) на судне-контейнеровозе.
- Бербоут-чартер — договор аренды крупного судна или прогулочной яхты без экипажа. По этому договору судовладелец обязуется за обусловленную плату (фрахт) предоставить фрахтователю в пользование и во владение на определенный срок не укомплектованное экипажем и не снаряжённое судно для перевозок грузов, пассажиров или для иных целей торгового мореплавания.
- Тайм-чартер — договор фрахтования морского судна на время.
- Димайз-чартер — аренда полностью снаряжённой яхты с экипажем.